# Plesioneuron ponapeanum
Plesioneuron ponapeanum är en kärrbräkenväxtart som först beskrevs av Hosok., och fick sitt nu gällande namn av Holtt. Plesioneuron ponapeanum ingår i släktet Plesioneuron och familjen Thelypteridaceae. Inga underarter finns listade.